# 巴拉丘鄉
44°37′N 26°53′E / 44.617°N 26.883°E
巴拉丘鄉（羅馬尼亞語：Comuna Balaciu, Ialomița），是羅馬尼亞的鄉份，位於該國南部，由雅洛米察縣負責管轄，處於布加勒斯特以東60公里，每年平均降雨量927毫米，海拔高度38米，2007年人口1,811。